# 伊萊佛利·雷明登
伊萊佛利·雷明登（英語：Eliphalet Remington，1793年10月28日—1861年8月12日）是雷明登槍械的設計者及雷明登武器公司創辦人。

## 早年生活

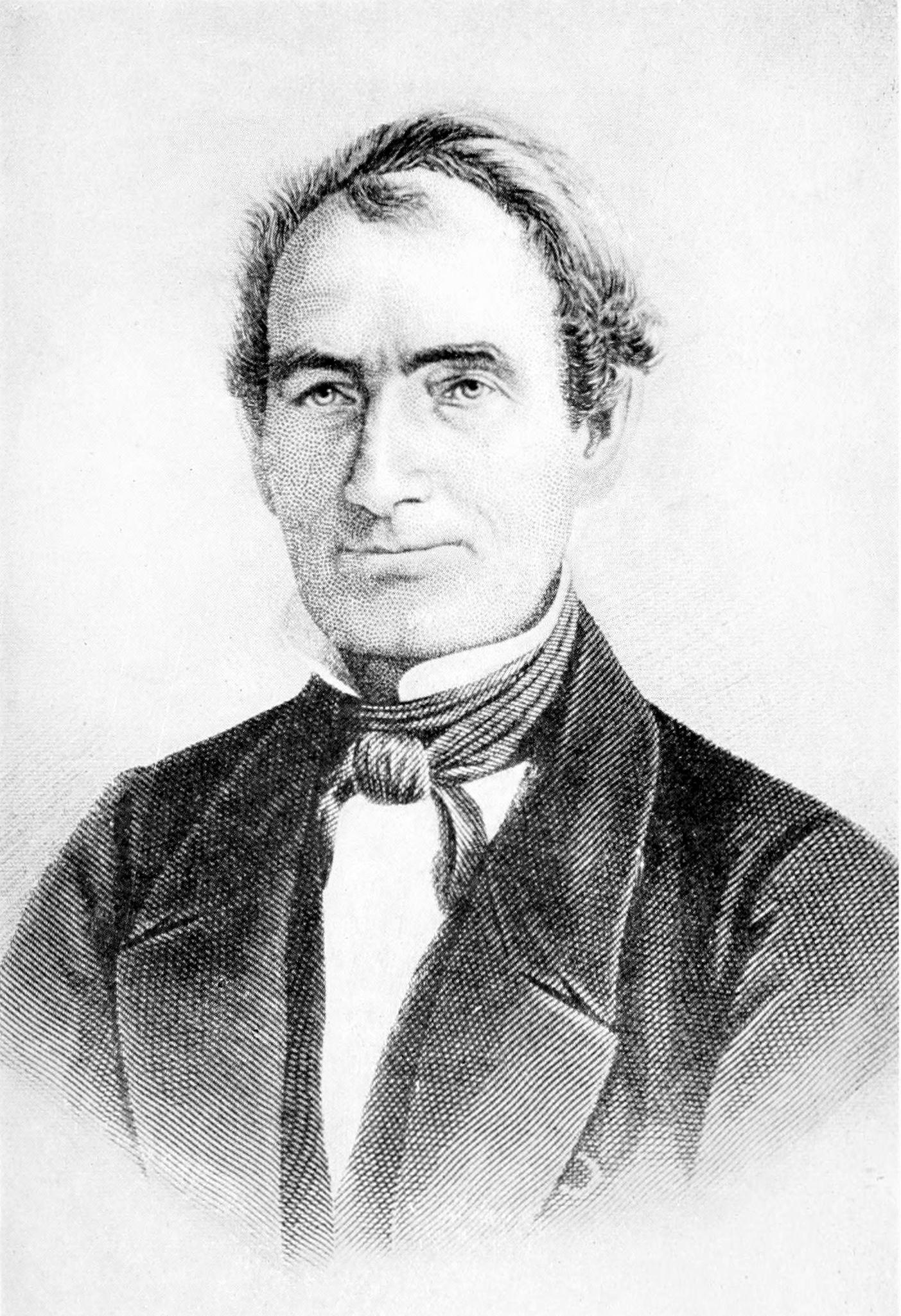

1793年，伊萊佛利·雷明登二世生於美國康乃狄克州薩菲爾德的一個小鎮。伊萊佛利二世的父親伊萊佛利·雷明登及母親伊麗莎白·基爾伯恩（Elizabeth Kilbourn）是來自英格蘭約克郡的移民家庭，他在家中四名孩子中排行老二，且是唯一的一位男孩。
伊萊佛利二世子承父業，接替家中位在紐約州赫基默縣的農村鐵匠鋪。雷明登家族最初定居在紐約州法蘭克福的雷明登莊園，這棟住宅約建於1810年，並在1997年被列入《國家史蹟名錄》。

## 雷明登公司
雷明登年輕時與父親一同在鐵匠鋪工作，23歲時，他利用向修槍工人購入的擊發裝置及自己製造的槍管，手工製做出一把燧發槍。這把燧發槍廣受好評，致使雷明登公司決定開始大量生產。1840年，雷明登在他的三位兒子開始在家族事業中擔任要職後，成立了雷明登公司。雷明登於1861年逝世後，公司依舊持續營運，除了研發其原有的產品之外，也逐漸將業務拓展至農具、縫紉機、電燈系統、打字機、腳踏車等產品。時至今日，這間公司已改名為雷明登武器公司。

## 個人生活
伊萊佛利二世的妻子為阿比蓋爾·佩達克（Abigail Paddock），他們的三名兒子菲洛·雷明登、伊萊佛利·雷明登三世（Eliphalet Remington III）及山繆·雷明登（Samuel Remington），皆在父親的家族事業任職。

## 外部連結
- The Remington Family and Works of Ilion, NY （页面存档备份，存于）
- 在Find a Grave上的伊萊佛利·雷明登